# Isle of Man TT 1964
De Isle of Man TT 1964 was de vierde Grand Prix van het wereldkampioenschap wegrace-seizoen 1964. De races werden verreden van 8 tot en met 12 juni op het eiland Man. Alle klassen kwamen aan de start; voor de 350cc-klasse was het de seizoensopening.

## Algemeen
Tijdens de TT vonden twee dodelijke ongevallen plaats. Tijdens de training op 2 juni verongelukte bakkenist Brian Cockrell met een Norton Manx bij Braddan Bridge en tijdens de Sidecar TT op 8 juni verongelukte bakkenist Peter Essery bij Ballaugh Bridge. Mike Hailwood bracht door een virusinfectie vier dagen in bed door en kon ook niet in de Junior TT starten, maar op 12 juni was hij weer fit genoeg om in de Senior TT te starten.

## Senior TT
Vrijdag 12 juni, zes ronden (364 km)
Er stond geen maat op Mike Hailwood in de Senior TT. Hij won met ruim drie minuten voorsprong op Derek Minter. Fred Stevens werd derde, met ruim zes minuten achterstand op Hailwood.
| Pos | Coureur        | Merk      | Tijd      | Pnt |
| --- | -------------- | --------- | --------- | --- |
| 1   | Mike Hailwood  | MV Agusta | 2:14"33'8 | 8   |
| 2   | Derek Minter   | Norton    | 2:17"56'6 | 6   |
| 3   | Fred Stevens   | Matchless | 2:20"54'6 | 4   |
| 4   | Derek Woodman  | Matchless | 2:21"05'6 | 3   |
| 5   | Griff Jenkins  | Norton    | 2:23"04'4 | 2   |
| 6   | Billy McCosh   | Matchless | 2:23"14'4 | 1   |
| 7   | Brian Setchell | Norton    | 2:23"15'0 |     |
| 8   | Carl Ward      | Norton    | 2:24"32'8 |     |
| 9   | John Cooper    | Norton    | 2:24"35'8 |     |
| 10  | Derek Lee      | Matchless | 2:25"00'0 |     |
| 11  | Pete Bettison  | Norton    | 2:25"06'6 |     |
| 12  | Alan Harris    | Matchless | 2:25"32'0 |     |
| 13  | Jack Findlay   | Matchless | 2:26"05'8 |     |
| 14  | Jack Ahearn    | Norton    | 2:27"15'4 |     |
| 15  | John Simmonds  | Norton    | 2:27"22'8 |     |
| 16  | Don Watson     | Norton    | 2:27"24'8 |     |
| 17  | Dan Shorey     | Norton    | 2:29"01'0 |     |
| 18  | Alan Dugdale   | Matchless | 2:29"02'0 |     |
| 19  | Stuart Graham  | Matchless | 2:29"27'0 |     |
| 20  | Trevor Ritchie | Norton    | 2:29"27'6 |     |
| 21  | Billie Nelson  | Norton    | 2:30"01'6 |     |
| 26  | Paddy Driver   | Matchless | 2:33"39'2 |     |

| Coureur              | Merk            | Oorzaak |
| -------------------- | --------------- | ------- |
| Mike Duff            | Matchless       |         |
| Gyula Marsovszky     | Matchless       |         |
| Roland Föll          | Matchless       |         |
| Bill Smith           | Matchless       |         |
| Chris Conn           | Norton          |         |
| Joe Dunphy           | Norton          |         |
| Phil Read            | Matchless       |         |
| Syd Mizen            | Dunstall-Norton |         |
| Sven-Olof Gunnarsson | Norton          |         |

| Coureur              | Merk      | Oorzaak  |
| -------------------- | --------- | -------- |
| Benedicto Caldarella | Gilera    |          |
| František Šťastný    | Jawa      |          |
| Gustav Havel         | Jawa      |          |
| Ernst Hiller         | Norton    |          |
| Klaus Enders         | Norton    |          |
| Lothar John          | Norton    |          |
| Walter Scheimann     | Norton    |          |
| Alan Shepherd        | Matchless |          |
| Dave Degens          | Matchless |          |
| Dick Creith          | Norton    | [ 1 ]    |
| John Hartle          | Norton    | Blessure |
| Lewis Young          | Matchless |          |
| Rob Fitton           | Norton    |          |
| Alberto Pagani       | Bianchi   |          |
| Remo Venturi         | Bianchi   |          |
| Silvio Grassetti     | Bianchi   |          |
| Ginger Molloy        | Norton    |          |
| Morrie Low           | Norton    |          |
| Bosse Granath        | Matchless |          |
| Nikolaj Sevast'ânov  | Vostok    |          |
| Buddy Parriott       | Norton    | [ 3 ]    |

### Top tien tussenstand 500cc-klasse
| Pos | Coureur        | Merk               | Pnt |
| --- | -------------- | ------------------ | --- |
| 1   | Mike Hailwood  | MV Agusta          | 16  |
| 2   | Derek Minter   | Norton             | 6   |
| 2   | Phil Read      | Matchless          | 6   |
| 4   | John Hartle    | Norton             | 4   |
| 4   | Fred Stevens   | Matchless          | 4   |
| 6   | Derek Woodman  | Matchless          | 3   |
| 6   | Mike Duff      | Norton / Matchless | 3   |
| 8   | Paddy Driver   | Matchless          | 2   |
| 8   | Griff Jenkins  | Norton             | 2   |
| 10  | Billy McCosh   | Matchless          | 1   |
| 10  | Buddy Parriott | Norton             | 1   |

## Junior TT
Woensdag 10 juni, zes ronden (364 km)
Jim Redman ondervond in het begin van de race nog wat druk van Alan Shepherd met zijn MZ RE 350, maar toen Shepherd uitviel won Redman comfortabel met ruim zeven minuten voorsprong op Phil Read met de AJS 7R. Mike Duff, eveneens op een AJS, werd derde. Mike Hailwood kon door een virusinfectie niet starten.
| Pos | Coureur          | Merk   | Tijd      | Pnt |
| --- | ---------------- | ------ | --------- | --- |
| 1   | Jim Redman       | Honda  | 2:17"55'4 | 8   |
| 2   | Phil Read        | AJS    | 2:25"00'6 | 6   |
| 3   | Mike Duff        | AJS    | 2:25"21'4 | 4   |
| 4   | Derek Minter     | Norton | 2:25"48'2 | 3   |
| 5   | Derek Woodman    | AJS    | 2:27"37'6 | 2   |
| 6   | Joe Dunphy       | AJS    | 2:38"34'6 | 1   |
| 7   | Peter Darvill    | AJS    | 2:29"16'8 |     |
| 8   | Syd Mizen        | AJS    | 2:29"30'4 |     |
| 9   | Paddy Driver     | AJS    | 2:29"41'8 |     |
| 10  | Chris Conn       | AJS    | 2:30"07'2 |     |
| 11  | Bruce Beale      | Honda  | 2:30"20'0 |     |
| 12  | Fred Stevens     | AJS    | 2:30"56'0 |     |
| 13  | Bill Smith       | AJS    | 2:31"05'2 |     |
| 14  | Griff Jenkins    | AJS    | 2:31"20'0 |     |
| 15  | Roland Föll      | AJS    | 2:31"21'6 |     |
| 16  | Billy McCosh     | AJS    | 2:31"49'4 |     |
| 17  | Jim Evans        | Norton | 2:32"13'2 |     |
| 18  | Ian Burne        | AJS    | 2:32"41'4 |     |
| 19  | Pete Bettison    | Norton | 2:33"15'4 |     |
| 20  | Vincent Duckett  | AJS    | 2:33"17'4 |     |
| 20  | Gyula Marsovszky | Norton | 2:33"17'4 |     |
| 37  | Stuart Graham    | AJS    | 2:39"54'6 |     |

| Coureur       | Merk      | Oorzaak |
| ------------- | --------- | ------- |
| Mike Hailwood | MV Agusta | Ziekte  |

| Coureur              | Merk      | Oorzaak |
| -------------------- | --------- | ------- |
| Jack Findlay         | AJS       |         |
| František Šťastný    | Jawa      |         |
| Gustav Havel         | Jawa      |         |
| Alan Shepherd        | MZ        |         |
| Billie Nelson        | AJS       |         |
| Chris Vincent        | Aermacchi |         |
| Jack Ahearn          | Norton    |         |
| John Cooper          | Norton    |         |
| Gilberto Milani      | Aermacchi |         |
| Sven-Olof Gunnarsson | Norton    |         |

| Coureur           | Merk      | Oorzaak |
| ----------------- | --------- | ------- |
| Stanislav Malina  | CZ        |         |
| Vernon Cottle     | AJS       |         |
| Remo Venturi      | Bianchi   |         |
| Renzo Pasolini    | Aermacchi |         |
| Isamu Kasuya      | Honda     |         |
| Isao Yamashita    | Honda     |         |
| Kuniomi Nagamatsu | Honda     |         |
| Endel Kiisa       | Vostok    |         |

### Top zes tussenstand 350cc-klasse
Conform wedstrijduitslag

## Lightweight 250 cc TT
Maandag 8 juni, zes ronden (364 km)
Nu de eerdere GP's gewonnen waren door drie verschillende merken (Alan Shepherd met de MZ RE 250, Tarquinio Provini met de Benelli 250 4C en Phil Read met de Yamaha RD 56), werd er een spannende confrontatie verwacht, temeer omdat ook Honda en Suzuki nog wat te bewijzen hadden en met grote teams aantraden. De race werd echter een deceptie omdat slechts acht van de 64 deelnemers de volle zes ronden aflegden. Read was trainingssnelste, maar na de eerste ronde lag hij al achter Jim Redman met de Honda RC 164. Alan Shepherd was toen nog derde. Read viel echter uit, net als het complete Suzuki-team (Bert Schneider, Jack Ahearn en Derek Minter). Zo won Jim Redman gemakkelijk, op korte afstand gevolgd door Alan Shepherd. Alberto Pagani werd met de eencilinder Paton derde, maar had al achttien minuten achterstand. Tommy Robb, na zijn ontslag bij Honda onmiddellijk aangenomen bij Yamaha, werd slechts zevende, twee plaatsen achter Roy Boughey, die met een Yamaha TD 1 A-productieracer reed.
| Pos | Coureur          | Merk      | Tijd      | Pnt |
| --- | ---------------- | --------- | --------- | --- |
| 1   | Jim Redman       | Honda     | 2:19"23'6 | 8   |
| 2   | Alan Shepherd    | MZ        | 2:20"04'6 | 6   |
| 3   | Alberto Pagani   | Paton     | 2:37"35'8 | 4   |
| 4   | Stanislav Malina | CZ        | 2:38"52'8 | 3   |
| 5   | Roy Boughey      | Yamaha    | 2:49"40'6 | 2   |
| 6   | Clive Hunt       | Aermacchi | 2:51"24'2 | 1   |
| 7   | Tommy Robb       | Yamaha    | 2:51"48'6 |     |
| 8   | Reg Everett      | Greeves   | 2:55"28'6 |     |

| Coureur           | Merk       | Oorzaak |
| ----------------- | ---------- | ------- |
| Bert Schneider    | Suzuki     |         |
| Barry Smith       | Greeves    |         |
| Jack Ahearn       | Suzuki     |         |
| Jack Findlay      | DMW        |         |
| Frank Perris      | Greeves    |         |
| Mike Duff         | Cotton     |         |
| Ernst Weiss       | Cotton     |         |
| Luigi Taveri      | Honda      |         |
| Roland Föll       | Moto Guzzi |         |
| Chris Vincent     | Aermacchi  |         |
| Dave Simmonds     | Greeves    |         |
| Derek Minter      | Suzuki     |         |
| Joe Dunphy        | Greeves    |         |
| John Cooper       | Yamaha     |         |
| Phil Read         | Yamaha     |         |
| Syd Mizen         | Greeves    |         |
| Gilberto Milani   | Aermacchi  |         |
| Tarquinio Provini | Benelli    |         |
| Isamu Kasuya      | Honda      |         |
| Bruce Beale       | Honda      |         |

| Coureur          | Merk    | Oorzaak |
| ---------------- | ------- | ------- |
| Wolfgang Gast    | MZ      |         |
| Jorge Sirera     | Montesa |         |
| Roger Mailles    | Morini  |         |
| Mike Hailwood    | MZ      |         |
| Ralph Bryans     | Honda   |         |
| Ron Grant        | Parilla | [ 3 ]   |
| Giacomo Agostini | Morini  |         |
| Hiroshi Hasegawa | Yamaha  |         |
| Hugh Anderson    | Suzuki  |         |
| Bo Gehring       | Bultaco | [ 3 ]   |
| Douglas Brown    | Ducati  | [ 3 ]   |
| George Rockett   | Ducati  | [ 3 ]   |

### Top tien tussenstand 250cc-klasse
| Pos | Coureur           | Merk    | Pnt |
| --- | ----------------- | ------- | --- |
| 1   | Alan Shepherd     | MZ      | 14  |
| 1   | Jim Redman        | Honda   | 14  |
| 3   | Phil Read         | Yamaha  | 12  |
| 4   | Tarquinio Provini | Benelli | 8   |
| 5   | Ron Grant         | Parilla | 6   |
| 5   | Luigi Taveri      | Honda   | 6   |
| 7   | Bo Gehring        | Bultaco | 4   |
| 7   | Bert Schneider    | Suzuki  | 4   |
| 7   | Alberto Pagani    | Paton   | 4   |
| 10  | Isamu Kasuya      | Honda   | 3   |
| 10  | George Rockett    | Ducati  | 3   |
| 10  | Bruce Beale       | Honda   | 3   |
| 10  | Stanislav Malina  | CZ      | 3   |

## Lightweight 125 cc TT

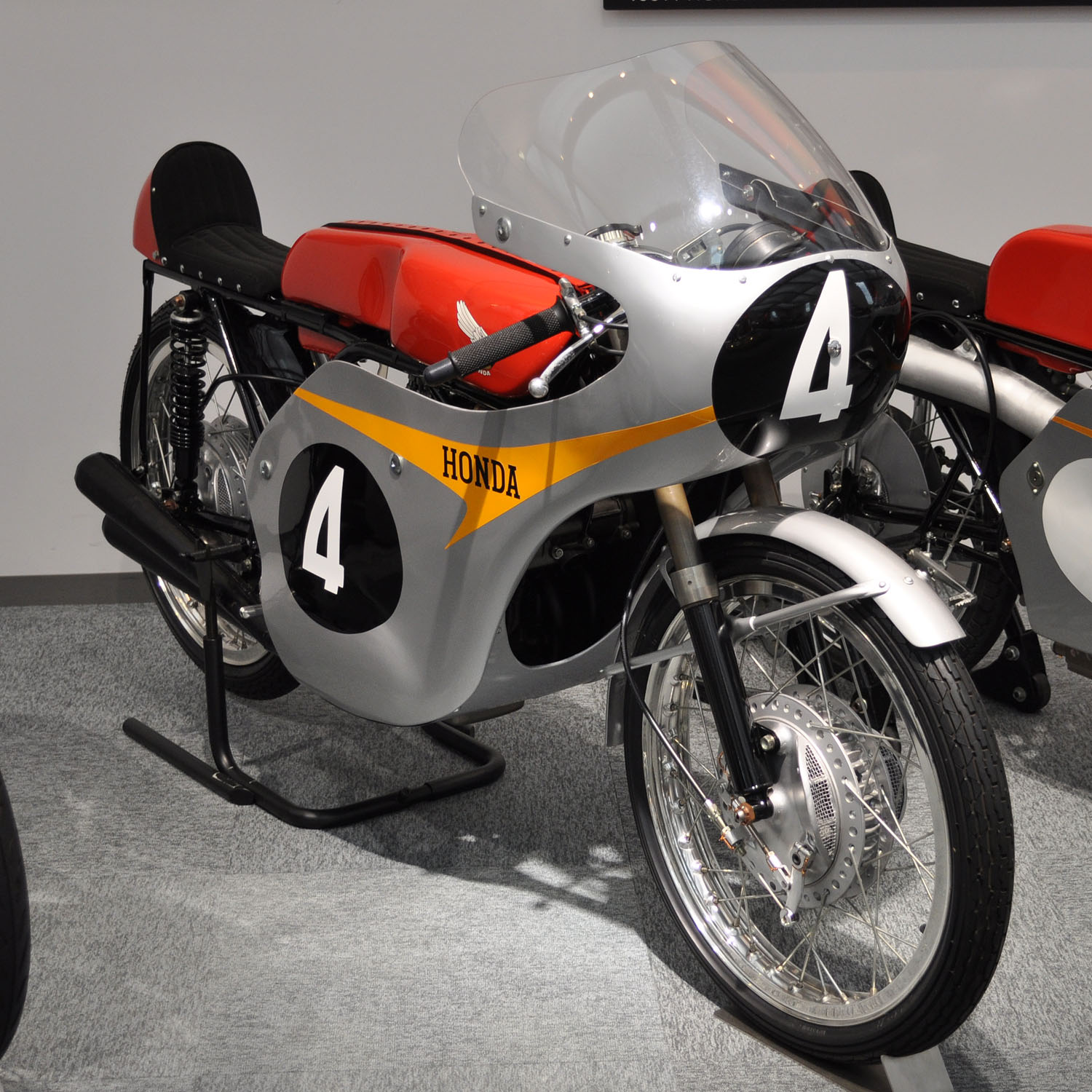
Honda 2RC 146

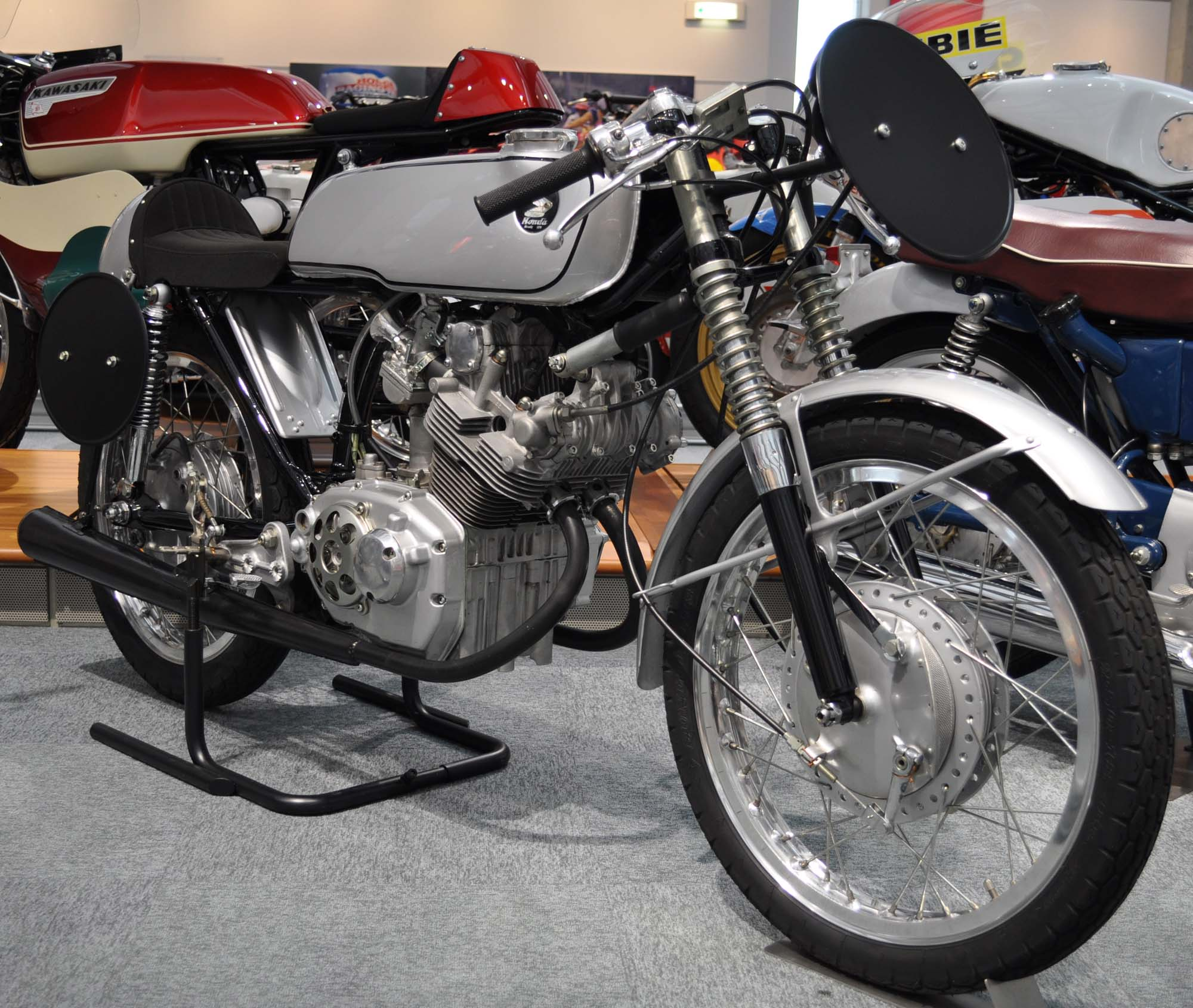
Bijna alle zestien Honda CR 93's die aan de start kwamen haalden de finish.

Woensdag 10 juni, drie ronden (182 km)
Honda was in de TT van 1963 vernederd door Suzuki, maar de nieuwe viercilinder Honda 2RC 146 bleek degelijker dan de Suzuki RT 64. Net als in de Lightweight 250 cc TT vielen alle Suzuki's uit. Luigi Taveri won door een spectaculaire laatste ronde, waarin hij een nieuw ronderecord van 93,53 mijl per uur reed. Jim Redman werd op drie seconden tweede en 50cc-rijder Ralph Bryans, die na het ontslag van Tommy Robb en Kunimitsu Takahashi nu ook in de 125cc-klasse mocht starten, werd derde. Verreweg het grootste deel van het startveld bestond uit Honda CR 93-productieracers, waarmee Walter Scheimann en Bruce Beale ook punten scoorden.
| Pos | Coureur             | Merk    | Tijd      | Pnt |
| --- | ------------------- | ------- | --------- | --- |
| 1   | Luigi Taveri        | Honda   | 1:13"43'0 | 8   |
| 2   | Jim Redman          | Honda   | 1:13"46'9 | 6   |
| 3   | Ralph Bryans        | Honda   | 1:14"28'2 | 4   |
| 4   | Stanislav Malina    | CZ      | 1:19"45'4 | 3   |
| 5   | Walter Scheimann    | Honda   | 1:21"36'0 | 2   |
| 6   | Bruce Beale         | Honda   | 1:22"08'8 | 1   |
| 7   | Bill Smith          | Honda   | 1:22"23'2 |     |
| 8   | Gary Dickinson      | Honda   | 1:22"38'8 |     |
| 9   | Dave Simmonds       | Tohatsu | 1:22"49'0 |     |
| 10  | Roland Föll         | Honda   | 1:22"57'2 |     |
| 11  | Giuseppe Visenzi    | Honda   | 1:23"21'0 |     |
| 12  | Chris Vincent       | Honda   | 1:24"48'6 |     |
| 13  | Joe Dunphy          | Honda   | 1:24"51'6 |     |
| 14  | B. Richards         | Honda   | 1:24"58'8 |     |
| 15  | Jim Curry           | Honda   | 1:25"08'6 |     |
| 16  | H. Ebert            | Honda   | 1:26"47'4 |     |
| 17  | George Plenderleith | Honda   | 1:27"32'4 |     |
| 18  | George Leigh        | Honda   | 1:27"41'6 |     |
| 19  | Steve Murray        | Honda   | 1:28"41'6 |     |
| 20  | Tommy Robb          | Bultaco | 1:28"43'8 |     |

| Coureur          | Merk    | Oorzaak |
| ---------------- | ------- | ------- |
| Bert Schneider   | Suzuki  |         |
| Frank Perris     | Suzuki  |         |
| Gyula Marsovszky | Bultaco |         |
| Alan Shepherd    | MZ      |         |
| Rex Avery        | EMC     |         |
| Hugh Anderson    | Suzuki  |         |

| Coureur              | Merk    | Oorzaak   |
| -------------------- | ------- | --------- |
| Dieter Krumpholz     | MZ      |           |
| Friedhelm Kohlar     | MZ      |           |
| Heinz Rosner         | MZ      |           |
| Klaus Enderlein      | MZ      |           |
| Ernst Degner         | Suzuki  | Blessure  |
| Peter Eser           | Honda   |           |
| Richard Thomas       | Honda   |           |
| Ramón Torras         | Bultaco |           |
| Jean-Pierre Beltoise | Bultaco |           |
| Phil Read            | Yamaha  |           |
| Akiyasu Motohashi    | Yamaha  |           |
| Hironori Matsushima  | Yamaha  |           |
| Isao Morishita       | Suzuki  |           |
| Kunimitsu Takahashi  | Honda   | Ontslagen |
| Mitsuo Itoh          | Suzuki  |           |
| Teisuke Tanaka       | Suzuki  |           |
| Yoshimi Katayama     | Suzuki  |           |

### Top tien tussenstand 125cc-klasse
| Pos | Coureur              | Merk    | Pnt |
| --- | -------------------- | ------- | --- |
| 1   | Luigi Taveri         | Honda   | 24  |
| 2   | Bert Schneider       | Suzuki  | 13  |
| 3   | Jim Redman           | Honda   | 12  |
| 4   | Hugh Anderson        | Suzuki  | 10  |
| 5   | Mitsuo Itoh          | Suzuki  | 6   |
| 6   | Rex Avery            | EMC     | 4   |
| 6   | Jean-Pierre Beltoise | Bultaco | 4   |
| 6   | Frank Perris         | Suzuki  | 4   |
| 6   | Ralph Bryans         | Honda   | 4   |
| 10  | Isao Morishita       | Suzuki  | 3   |
| 10  | Kunimitsu Takahashi  | Honda   | 3   |
| 10  | Stanislav Malina     | CZ      | 3   |

## 50 cc TT
Vrijdag 12 juni, drie ronden (182 km)
Na de afgang van Suzuki in de 125- en de 250cc-klasse moest er op de laatste racedag iets goedgemaakt worden. Dat lukte Hugh Anderson, die weinig moeite had om Ralph Bryans (Honda) voor te blijven. In de laatste ronde reed Anderson een ronderecord van 81,13 mijl per uur. Isao Morishita werd met zijn Suzuki RM 64 derde. Hans Georg Anscheidt (Kreidler) werd slechts vierde. Tarquinio Provini had nog steeds moeite met de twaalf versnellingen van zijn fabrieks-Kreidler en finishte nog achter privérijder Luigi Taveri.
| Pos | Coureur              | Merk     | Tijd      | Pnt |
| --- | -------------------- | -------- | --------- | --- |
| 1   | Hugh Anderson        | Suzuki   | 1:24"13'4 | 8   |
| 2   | Ralph Bryans         | Honda    | 1:25"14'8 | 6   |
| 3   | Isao Morishita       | Suzuki   | 1:25"15'4 | 4   |
| 4   | Hans Georg Anscheidt | Kreidler | 1:25"18'0 | 3   |
| 5   | Mitsuo Itoh          | Suzuki   | 1:25"22'4 | 2   |
| 6   | Naomi Taniguchi      | Honda    | 1:25"33'0 | 1   |
| 7   | Luigi Taveri         | Kreidler | 1:26"27'4 |     |
| 8   | Tarquinio Provini    | Kreidler | 1:30"39'6 |     |
| 9   | Dave Simmonds        | Tohatsu  | 1:36"18'0 |     |
| 10  | Ian Plumridge        | Honda    | 1:39"08'0 |     |
| 11  | P. Horsham           | Honda    | 1:39"21'1 |     |
| 12  | J. Tompsett          | Honda    | 1:44"30'4 |     |
| 13  | L. Evans             | Honda    | 1:44"51'4 |     |
| 14  | G. Hutchings         | Honda    | 1:48"01'2 |     |
| 15  | Don Juler            | Itom     | 1:59"45'8 |     |

| Coureur       | Merk    | Oorzaak |
| ------------- | ------- | ------- |
| Charlie Mates | Honda   |         |
| Mike Simmonds | Tohatsu |         |

| Coureur              | Merk     | Oorzaak |
| -------------------- | -------- | ------- |
| Albert Beirle        | Kreidler |         |
| Peter Eser           | Honda    |         |
| Rudolf Kunz          | Kreidler |         |
| Ángel Nieto          | Derbi    |         |
| José Maria Busquets  | Derbi    |         |
| Jean-Pierre Beltoise | Kreidler |         |
| Cees van Dongen      | Kreidler |         |
| Lee Allen            | Ducati   | [ 3 ]   |

### Top tien tussenstand 50cc-klasse
| Pos | Coureur              | Merk     | Pnt |
| --- | -------------------- | -------- | --- |
| 1   | Hugh Anderson        | Suzuki   | 30  |
| 2   | Hans Georg Anscheidt | Kreidler | 20  |
| 3   | Isao Morishita       | Suzuki   | 15  |
| 4   | Mitsuo Itoh          | Suzuki   | 10  |
| 5   | Jean-Pierre Beltoise | Kreidler | 6   |
| 5   | Ralph Bryans         | Honda    | 6   |
| 7   | José Maria Busquets  | Derbi    | 3   |
| 8   | Ángel Nieto          | Derbi    | 2   |
| 9   | Lee Allen            | Ducati   | 1   |
| 9   | Luigi Taveri         | Kreidler | 1   |
| 9   | Tarquinio Provini    | Kreidler | 1   |
| 9   | Naomi Taniguchi      | Honda    | 1   |

## Sidecar TT
Maandag 8 juni, drie ronden (182 km)
Max Deubel en Emil Hörner leidden de Sidecar TT van start tot finish. Aanvankelijk hadden ze nog tegenstand van Florian Camathias. Camathias, herenigd met zijn oude bakkenist Alfred Herzig, lag tweede, maar viel door technische problemen met zijn Gilera 500 4C terug naar de vijftiende plaats. Daardoor werd de combinatie Colin Seeley/Wally Rawlings tweede en Georg Auerbacher/Beno Heim werden derde.
| Pos | Coureur           | Bakkenist        | Merk            | Tijd      | Pnt |
| --- | ----------------- | ---------------- | --------------- | --------- | --- |
| 1   | Max Deubel        | Emil Hörner      | BMW             | 1:16"13'0 | 8   |
| 2   | Colin Seeley      | Wally Rawlings   | FCS             | 1:18"17'6 | 6   |
| 3   | Georg Auerbacher  | Beno Heim        | BMW             | 1:20"26'2 | 4   |
| 4   | Arsenius Butscher | Wolfgang Kalauch | BMW             | 1:21"19'0 | 3   |
| 5   | Terry Vinicombe   | Gary Golder      | Triumph         | 1:25"58'0 | 2   |
| 6   | Tony Jackson      | Peter Hartill    | BMW             | 1:26"02'8 | 1   |
| 7   | D. Ajax           | M. Caley         | Norton          | 1:26"36'0 |     |
| 8   | Alan Birch        | Peter Cropper    | BMW             | 1:28"58'8 |     |
| 9   | Derek Yorke       | G. Mason         | Norton          | 1:29"15'2 |     |
| 10  | Harald Wohlfarth  | Werner Zielaff   | BMW             | 1:29"56'4 |     |
| 11  | Geoff Bell        | G. Bewley        | Norton          | 1:30"16'2 |     |
| 12  | A. Maltby         | Ted Fenwick      | Triumph         | 1:30"18'0 |     |
| 13  | J. Albett         | George Molyneux  | BSA             | 1:30"19'2 |     |
| 14  | Russ Hackman      | T. Hughes        | Triumph Special | 1:30"50'6 |     |
| 15  | Florian Camathias | Alfred Herzig    | Gilera          | 1:31"12'2 |     |
| 16  | Ian McDonald      | H. Walker        | Triumph Special | 1:34"54'0 |     |
| 17  | Fred Hanks        | Joe Thornton     | Norton          | 1:34"58'6 |     |
| 18  | Colin Anderson    | O. Moller        | Norton          | 1:38"05'2 |     |
| 19  | John Worthington  | A. Dawson        | Triumph         | 1:43"01'0 |     |
| 20  | B. McAnelly       | P. Horshield     | BMS             | 1:43"58'2 |     |
| 22  | Ludwig Hahn       | Ralf Engelhardt  | BMW             | 1:45"20'4 |     |

| Coureur           | Bakkenist       | Merk   | Oorzaak |
| ----------------- | --------------- | ------ | ------- |
| Fritz Scheidegger | John Robinson   | BMW    |         |
| Otto Kölle        | Heinz Marquardt | BMW    |         |
| Bill Boddice      | Eddie Bulgin    | Norton |         |
| Charlie Freeman   | Billie Nelson   | Norton |         |
| Chris Vincent     | Keith Scott     | BMW    |         |

| Coureur       | Bakkenist          | Merk | Oorzaak |
| ------------- | ------------------ | ---- | ------- |
| August Wolf   | Werner Zielaff     | BMW  |         |
| Gert Selbmann | Rolf Müller        | BMW  |         |
| Joseph Duhem  | François Fernandez | BMW  |         |
| Pip Harris    | Ray Campbell       | BMW  |         |

### Top tien tussenstand zijspanklasse
| Pos | Coureur           | Bakkenist                       | Merk    | Pnt |
| --- | ----------------- | ------------------------------- | ------- | --- |
| 1   | Max Deubel        | Emil Hörner                     | BMW     | 17  |
| 2   | Georg Auerbacher  | Beno Heim                       | BMW     | 12  |
| 3   | Colin Seeley      | Wally Rawlings                  | FCS     | 9   |
| 4   | Florian Camathias | Roland Föll / Alfred Herzig     | Gilera  | 8   |
| 4   | Fritz Scheidegger | John Robinson                   | BMW     | 8   |
| 6   | Otto Kölle        | Dieter Hess / Heinz Marquardt   | BMW     | 6   |
| 7   | Arsenius Butscher | Wolfgang Kalauch                | BMW     | 5   |
| 8   | Chris Vincent     | Keith Scott                     | BMW     | 2   |
| 8   | Terry Vinicombe   | Gary Golder                     | Triumph | 2   |
| 10  | Ludwig Hahn       | Heinz Schäfer / Ralf Engelhardt | BMW     | 1   |
| 10  | Joseph Duhem      | François Fernandez              | BMW     | 1   |
| 10  | Tony Jackson      | Peter Hartill                   | BMW     | 1   |

## Trivia

### Roland Föll
Florian Camathias wilde graag dat zijn bakkenisten zich volledig concentreerden op de zijspanklasse. Hij had in 1959 zelfs de samenwerking met Hilmar Cecco beëindigd omdat Cecco graag in soloklassen wilde racen. Roland Föll was uit hetzelfde hout gesneden. Hij was in de Franse GP al met een 125cc-Honda CR 93 gestart (en had een punt gescoord) en in de TT van Man startte hij in vier klassen: in de Senior TT met een Matchless G50, in de Junior TT met een AJS 7R, in de Lightweight 250 cc TT met een Moto Guzzi en in de Lightweight 125 cc TT met de Honda CR 93. Of dat de reden was is niet bekend, maar Camathias viel in de Sidecar TT terug op zijn "oude" bakkenist Alfred Herzig.
1907 · 1908 · 1909 · 1910 · 1911 · 1912 · 1913 · 1914 · Eerste Wereldoorlog · 1920 · 1921 · 1922 · 1923 · 1924 · 1925 · 1926 · 1927 · 1928 · 1929 · 1930 · 1931 · 1932 · 1933 · 1934 · 1935 · 1936 · 1937 · 1938 · 1939 · Tweede Wereldoorlog · 1947 · 1948 · 1949 · 1950 ·1951 · 1952 · 1953 · 1954 · 1955 · 1956 · 1957 · 1958 · 1959 · 1960 · 1961 · 1962 · 1963 · 1964 · 1965 · 1966 · 1967 · 1968 · 1969 · 1970 · 1971 · 1972 · 1973 · 1974 · 1975 · 1976 · 1977 · 1978 · 1979 · 1980 · 1981 · 1982 · 1983 · 1984 · 1985 · 1986 · 1987 · 1988 · 1989 · 1990 · 1991 · 1992 · 1993 · 1994 · 1995 · 1996 · 1997 · 1998 · 1999 · 2000 · 2002 · 2003 · 2004 · 2005 · 2006 · 2007 · 2008 · 2009 · 2010 · 2011 · 2012 · 2013 · 2014